# Поворот канадських річок

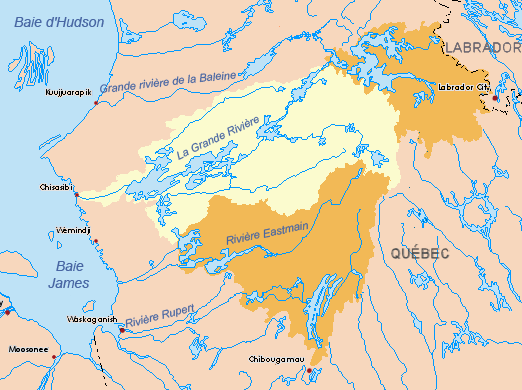
Сточище річки Ла-Гранд. Темнішим кольором виділені ділянки сточищ сусідніх річок, стік яких перекидається до Ла-Гранд

Поворот канадських річок — проєкт здійснюється в рамках проєкту Затока Джеймс. З 1974 року в Канаді реалізується найбільший гідроенергетичний ппроєкт — «проєкт затоки Джеймс», що передбачає будівництво більш ніж десятка ГЕС загальною потужністю понад 16 000 МВт.
Концепція комплексу передбачає будівництво каскаду ГЕС на річці Ла-Гранд, в яку, з метою збільшення її водності і, відповідно, вироблення електроенергії, перекидається частина стоку сусідніх річок — Руперт, Істмейн і Каніапіско. У результаті середня витрата річки збільшується вдвічі — з 1690 до 3400 м³/с, що значно підвищує вироблення електроенергії. Базовим елементом системи є водосховище на Каніапіско, утворене двома греблями і дамбами 43. На трасі перекидання зводиться ще кілька ГЕС.
На першому етапі, було перекинуто стік річок Істмейн і Каніапіско. До кінця 1996 року ця фаза робіт була завершена.
Також передбачено перекидання до Ла-Гранд ще й частини стоку річки Руперт (середньорічна витрата 900 м³/сек). У місці перекидання (314 км від гирла) від річки вилучається 71 % річного стоку, в її гирлі зменшення стоку складає 50 %.
Реалізація цієї ідеї зажадала тривалих переговорів з місцевим корінним населенням — індіанцями крі, інтереси яких порушувалися проєктом. У 2002 угода була досягнута, і у 2006 році почалися роботи на об'єктах. Проєкт перекидання частини стоку річки Руперт включає в себе створення цілого ряду споруд — чотирьох гребель і 74 дамб, системи каналів загальною довжиною 12 км, тунелю, двох ГЕС (ГЕС Істмейн 1-А потужністю 768 МВт та ГЕС Сарсель потужністю 150 МВт).
Дериваційна гребля на річці Руперт є кам'яно-накидною завдовжки 470 м заввишки 29 м, також має водоскид з пропускною здатністю 3470 м³/сек.
Оскільки річка позбавляється більш ніж половини стоку, щоб уникнути її катастрофічного обміління нижче за течією побудовано 8 невеликих переливних дамб різної конструкції, що перекривають річку.
Гребля на р. Руперт утворює досить велике водосховище складної форми, в яке впадає ще кілька дрібніших річок. Крім основної греблі, напірний фронт утворюють ще кілька гребель і дамб, найбільшою з яких є гребля Лемар.
Далі потоку води необхідно подолати вододіл. Для цього побудовано тунель з параметрами:
- пропускна здатність 800 м³/с,
- довжина 2,9 км,
- висота 18,6 м,
- ширина 12,7 м.

Вийшовши з тунелю, вода потрапляє в ще одне водосховище, утворене низкою дамб і двома греблями — Nemiscau-1 і −2.
З цього водосховища по каналах вода надходить у вже існуюче водосховище Істмейн на однойменній річці, створене підпірними спорудами введеної в експлуатацію у 2006 році ГЕС Істмейн-1 потужністю 507 МВт. Це водосховище і ГЕС також фактично побудовані в інтересах ппроєкту перекидання з р. Руперт, але їх будівництво почалося раніше угоди 2002 року і формально вони не входять в ппроєкт. Поруч з існуючою ГЕС створюється нова, Істмейн-1-А.
Далі вода рухається існуючим трактом перекидання з р. Істмейн до р. Ла-Гранд і потрапляє у велике водосховище Опінака. Об'єм що збільшився через перекидання води зробив доцільним прибудову до вже існуючої греблі нової ГЕС Сарсель потужністю 150 МВт і виробленням 1,1 млрд кВт·год.
Потім вода потрапляє вже безпосередньо до сточища Ла-Гранд і відпрацьовується на трьох ГЕС — ГЕС Робер-Бурасса (5616 МВт), ГЕС Ла-Гранд-2-A (2106 МВт) і ГЕС Ла-Гранд-1 (1436 МВт). Додаткове вироблення складе 5,3 млрд кВт·год.

## Ресурси Інтернету
- Поворот канадських річок на сайті Русгідро(рос.)